# مشيخية
المشيخية (أو النظام المشيخي أو البريسبيتاريّة) تشير إلى عدة كنائس مسيحية تتبع تعاليم العالم اللاهوتي البروتستانتي جون كالفين وتنظم تحت حكم مجالس شيوخ بشكل ديمقراطي. فيوجد في كل مجمع دورة مكونة من شيوخ حاكمين وشيوخ معلمين. الشيوخ الحاكمون مسؤولون عن حكم وانضباط الكنيسة، والشيوخ المعلمون مسؤولون عن الوعظ الكتابي وتدبير الأسرار المقدسة (التي يوجد منها اثنان فقط في الكنائس البروتستانتية، وهي المعمودية والعشاء الرباني). وبالإضافة إلى الشيوخ، يوجد في كل مجمع شمامسة مسؤولون عن الأمور المادية مثل التبرعات والحاجات الخيرية.
في النظام المشيخي، المجمعات ليست مستقلة بعضها عن بعض، بل ترتبط في شبكة اسمها برسبيتري. ويوجد فوق مستوى البرسبيتري مجلس اسمه سينود، وفي أعلى مستوى الجمعية العامة.

## نظرة عامة
المشيخيّة هي جزء من التقليد المُجَدَّد في البروتستانتية ترجع أصوله إلى المملكة المتحدة، وتحديدا إلى اسكتلندا.
تشتقّ الكنائس المشيخيّة اسمها من الصيغة المشيخيّة لحكم الكنيسة، الذي تحكم فيه تجمّعات تمثيليّة من المشيخة. ينتظم عدد كبير من الكنائس المُجَدَّدة على هذه الطريقة، ولكن كلمة البريسبيتاريّة بمعناها الأخصّ تشير إلى الكنائس التي ترجع أصولها إلى كنسية اسكتلندا، وإلى عدة مجموعات إنكليزية خارجة تشكّلت إبّان الحرب الأهلية الإنجليزية. يركّز لاهوت المشيخيّة عادةً على مقدرة الله، وحُكم النصّ، وضرورة البركة عن طريق الإيمان بالمسيح. أكّد مرسوما الاتحاد في سنة 1707 حُكم الكنيسة المشيخية، وهما المرسومان اللذان أسسا مملكة بريطانيا العظمى. في الحقيقة إن معظم المشيخيّين في إنجلترا قد يبينون عن أصلٍ أسكتلنديّ، وقد نقل المهاجرون الاسكتلنديون والاسكتلنديون الإيرلنديون المذهب المشيخيّ إلى أمريكا الشماليّة. تعتقد الطوائف المشيخية في اسكتلندا بالعقيدة المُجَدَّدة لجون كالفن وخلفائه المباشرين، وإن كانت المشيخية المعاصرة تحوي تصوّرات لاهوتية متنوعة. تُحكَم المجامع الكنسية المحلية التي تستعمل سياسة المشيخية بجلسات للمثّلين (الشيوخ)، وهو نهج مشيخي يوجَد في مستويات أخرى من اتخاذ القرار (اجتماع الكنيسة ومجلس السنودس والمجلس الأعلى).
تمتدّ جذور المشيخيّة في الإصلاح الذي حدث في القرن السادس عشر، بتأثير خاصّ من جمهورية جنيف التي أقامها جون كالفن. معظم الكنائس التي يعود تاريخها إلى اسكتلندا كنائس مشيخيّة أو أبرشيّة في نظام حكمها. لعب المشيخيون دورًا مهمًا في القرن العشرين في الحركة المسكونيّة، وفي مجلس الكنائس العالمي. وجدت كثير من الطوائف المشيخية طرائق لتعمل مع الطوائف المجدّدة الأخرى والمسيحيين من فِرَقٍ أخرى، لا سيما في التناول العالمي للكنائس المجدَّدة (البروتستانتية). دخلت بعض الكنائس المشيخية اتحادات مع كنائس أخرى كالأبرشيين واللوثريين والإنجليكيين والميثوديين. أتى المشيخيون في الولايات المتحدة بشكل كبير من المهاجرين الاسكتلنديين والاسكتلنديين الإرلنديين، ومنهم من أتى كذلك من مجتمعات إنجليز نيو إنجلاند الذين كانوا بالأصل أبرشيين ولكن تغيّروا بسبب خطة اتحاد 1801 المتفق عليها في المناطق الحدودية. من شأن المشيَخيّين -كالأسقفيّين- أن يكونوا أغنى، وأفضل تعليمًا (إذ معدلات التخرج عندهم عالية) من معظم المجموعات الدينية الأخرى في الولايات المتحدة، وهم ممثلون على نحو غير متناسب في المراكز العليا للأعمال والقانون والسياسة في الولايات المتحدة.

## الهويّة المشيخيّة

### التاريخ المبكر
تعود أصول التقليد المشيخي، وبالتحديد تقليد كنيسة اسكتلندا، الأولى إلى الكنيسة التي أسسها القديس كولومبا، في البعثة الهايبرنية الاسكتلندية في القرن السادس، مُرجعين أصولهم الرسولية إلى القديس يوحنا. يمارس الكُلديّون (الرهبان الأسكتلنديّون) الرهبنة المسيحيّة، وهي خصيصة أساسية في المسيحية الكليتيّة في المنطقة، إذ يتسلّم شيخ «السلطة في المؤسسة، وتكون المؤسسات الرهبانيّة المختلفة مستقلة بعضها عن بعض». تقيم الكنيسة في اسكتلندا عيد الفصح المسيحي في يوم مختلف عن الذي يقيمه في الكرسي الرسولي في روما، ورهبانه يستعملون نوعًا خاصًا من الحَلق. لكنّ سِنود ويتبي في 664 أنهى هذه الخلافات إذ قرر «أنّ الاحتفال بالفصح سيكون وفقًا للتاريخ الروماني لا التاريخ الكليتيّ».على رغم أن التأثير الروماني قد حكم الكنيسة في اسكتلندا، فإن بعض الآثار الكليتيّة لم تزل باقية في الكنيسة الأسكتلندية، مثل «غناء المزامير الموزونة، فكثير منها يغنّى بألحان المسيحية الكليتية التقليدية والألحان الشعبية»، وهو ما أصبح بعد ذلك «جزءًا مميّزًا من العبادة المشيخية الاسكتلندية».

### التطوّر
التاريخ المشيَخي جزء من تاريخ المسيحية، ولكن بداية المشيَخيّة بوصفها حركة مستقلة حدثت في التجديد البروتستانتي في القرن السادس عشر. في حين كانت الكنيسة الكاثوليكية تقاوم المجدّدين، انشقّت حركات لاهوتية عديدة مختلفة عن الكنيسة، وشكّلت طوائف مختلفة. تأثّرت المشيخيّة خصوصًا باللاهوتيّ الفرنسيّ جان كالفن، الذي يُعزَى نشوء اللاهوت المجدَّد، وتأثرت كذلك بأعمال جون نوكس، وهو اسكتلندي وكاهن كاثوليكي روماني درس مع كالفن في جنيف في سويسرا. أعاد جون نوكس معه التعاليم المجدَّدة إلى اسكتلندا. ترجع الكنيسة المشيخية أصولها إلى إنكلترا واسكتلندا بشكل أساسي. في أغسطس عام 1560، اتّخذ برلمان اسكتلندا عقيدة الاسكتلنديين عقيدة رسمية للمملكة الاسكتلندية. في ديسمبر 1560، نُشر كتاب الانضباط الأول، محدّدًا قضايا عقَديّة هامّة، ومؤسسًا لقوانين حكم الكنيسة، ومنها تأسيس عشرة أقسام كنسيّة عليها مشرفون عُرفوا بعد ذلك بالمشيَخة.
ثمّ استُبدلت بعقيدة الأسكتلنديين عقيدةُ ويستمنستر الإيمانية والتعاليم القُصرى والطُّولى التي شكّلها جمعية ويستمنستر بين عام 1643 وعام 1649.

## خصائص

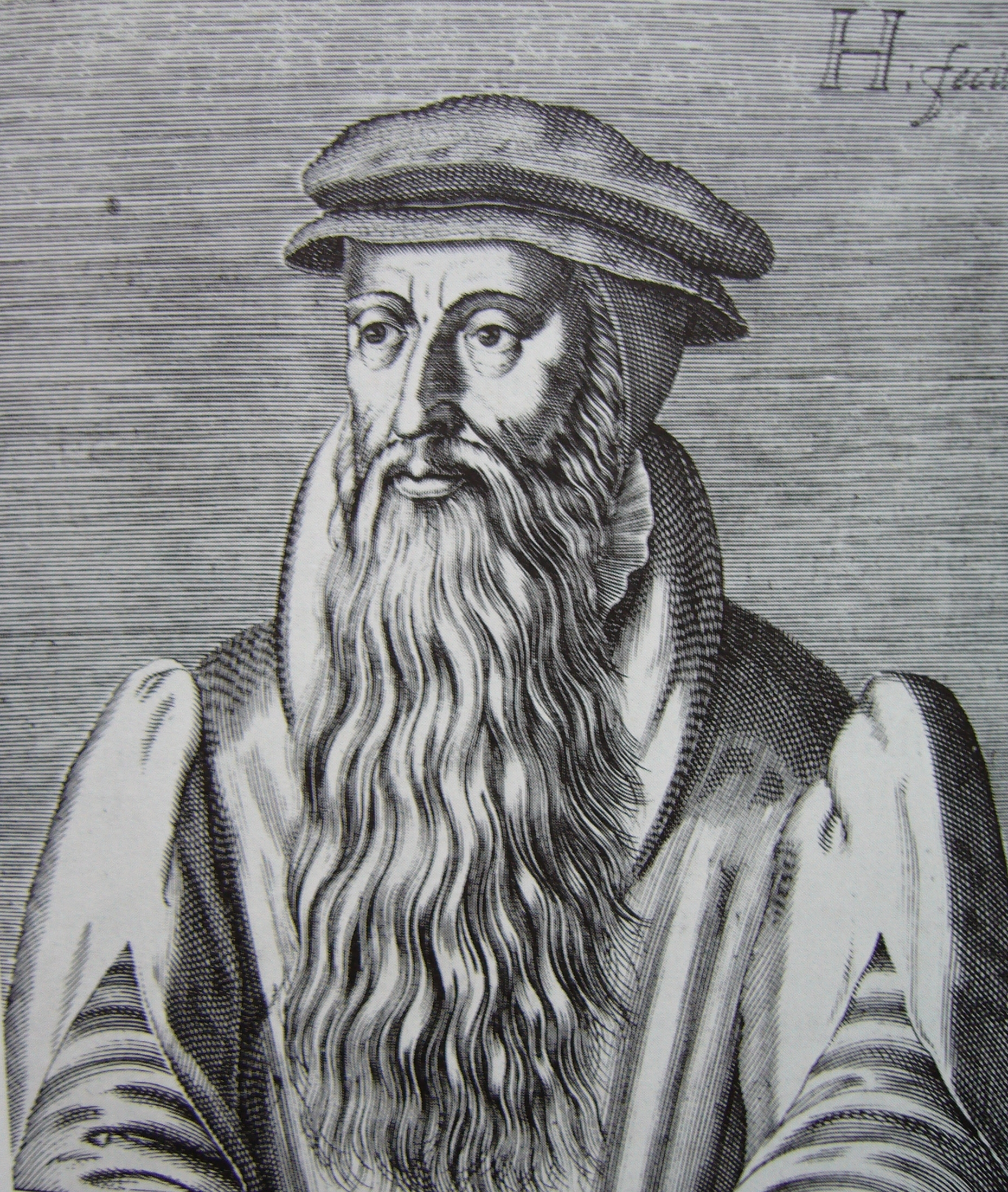
جون نوكس (1513 -1572)

يميّز المشيخيّون أنفسهم عن الطوائف الأخرى بالعقيدة والتنظيم الكنسي والعبادة، معتمدين عادةً على «كتاب النظام» لينظموا الشعائر العامة والكنيسة. ترجع الكنائس المشيخية في أصولها إلى الكالفينية. كثير من فروع المشيخية ما هي إلّا بقايا من انشقاقات سابقة عن مجموعات أكبر. حدثت بعض هذه الانشقاقات بسبب الخلاف العقديّ أحيانًا، وبسبب الاختلاف في مدى اتفاق كهنة الكنيسة الواجب مع عقيدة ويستمنستر الإيمانية، وهي وثيقة عقديّة هامّة تاريخيًّا، وليس أعلى منها إلا الكتاب المقدس، ومع هذا فهي توجّه تفاصيل تقييس الكتاب المقدس وترجمته في الكنائس المشيخية.
يهتمّ المشيخيّون اهتماما كبيرا بالتربية والتعلّم على مدى الحياة، تعدّله معرفتهم ألا يؤثر في الخلاص أي فعل إنساني.
تتضمّن أحكام اللاهوت والتعاليم التي تتبناها فروع متعددة من الكنيسة الدراسة المستمرة للكتب والكتابات اللاهوتية وفهم العقيدة الكنسية وترجمتها، وهو ما يشار إليه بـ«الأصول الثانوية». يعتبَر عمومًا أن الهدف من هذا التعلّم هو تمكين الإنسان من تطبيق إيمانه في الواقع، يظهر كثير من المشيخيين إيمانهم بالأفعال كما يظهرونه بالكلمات، بالكرم وحسن الضيافة كما بنشر إنجيل المسيح.

### الحكم
تُحكم الكنائس المشيخيّة بمجالس الشيوخ (تعرف بالمحاكم). يعيَّن الشيوخ المعلّمون والحاكمون ويجتمعون في المجلس الأدنى المعروف بجلسة أو مجلس كنسي مسؤول عن النظام والتربية ومهمة المجمع المحلّيّ. يتحمل الشيوخ المعلّمون (وهم القساوسة) مسؤولية التعليم والعبادة وأداء الأسرار المقدّسة. تعيّن المجامع الفرديّة القساوسة. يصدر المجمع دعوة لخدمة القس، ولكن هذه الدعوة يجب أن تقرّها المشيخة المحلّية (البرسبيتري). القسّ هو شيخ معلّم، ومدير الجلسة، ولكنه لا يكون عادةً عضوًا في الكنيسة.
الشيوخ الحاكمون هم العوامّ من النساء والرجال الذي يختارهم المجمع ويعينهم ليخدموا مع الشيوخ المعلمين، مفترضًا فيهم مسؤولية التربية والقيادة للمجمع. عادةً، ولا سيّما في المجامع الأكبر، يُفوَّض بعمليات البناء والتمويل والكهنوت المؤقت المحتاجون في المجمع، وهم مجموعة خاصة من الموظّفين (يسمّون أحيانا الشمامسة، وهم معيَّنون في بعض الطوائف). تسمّى هذه المجموعة «مجلس الشمامسة»، أو «الشمّاسيّة» أو «محكمة الشمامسة». يُعَدّ هؤلاء الشمامسة «كهنة» في المجمع الكامل.
فوق هذه المجالس توجد البريسبيتري (المشيخية) وتتحمل مسؤوليات المنطقة. تتألف المشيخية من شيوخ معلمين وشيوخ حاكمين من كل المجامع الأعضاء. ترسل المشيخية ممثلين إلى التجمعات الأوسع على مستوى المنطقة أو الدولة، تسمى هذه التجمعات عادةً التجمع العام، وإن كان يوجد أحيانًا بينهما مرحلة متوسطة تدعى السنود. هذا المخطط المتألف من (مجمع ثم مشيخية ثم سنود ثم تجمع عام) مبني على البنية التاريخية لكنائس مشيخية أكبر، مثل كنيسة اسكتلندا أو الكنيسة المشيخية (في الولايات المتحدة)، تتجاوز بعض الكنائس كالكنيسة المشيخية في أمريكا والكنيسة المشيخية في إيرلندا مرحلة من هذه المراحل بين المجمع والتجمع العام، تكون عادة هذه المرحلة المتجاوزة هي السنود. ألغت كنيسة اسكتلندا السنود عام 1993.
تمارس الحكومةَ المشيخية الطوائف المشيخية وكذلك كثير من الكنائس المجدَّدة الأخرى.

### العقيدة
المشيخيّة تاريخيًّا تقليد عَقَديّ. ولهذا أثران. الظاهر منهما أن الكنائس العقدية تعبر عن إيمانها في شكل «عقائد إيمانية» لها درجة معينة من المكانة الرسميّة. ومع ذلك فإن هذا ينبني على نقطة ألطف وأخفى: ليست العقيدة في الكنائس العقَديّة مسألة فرديّة. وإن كان الأفراد يُشَجَّعون على فهم النصوص، وربما تحدّوا الفهم السائد لها، فإن اللاهوت يحمله المجتمع ككلّ. وفهم هذا المجتمع للاهوت هو الذي يظهر في العقائد.
مع هذا، فقد ظهرت مقاربات متنوّعة للعَقَديّة. يظهر أنّ طريقة الانتساب، أو الدرجة التي تؤسس بها القواعد الرسمية العقيدة الفعلية للكنيسة مسألة عمليّة. أي إن القرارات التي تظهر في التعيين وفي مجالس الكنيسة تحدد بشكل كبير ما تعنيه الكنيسة بالتزامها بالأصول العقدية.
تعتنق بعض التقاليد المشيخية عقيدة ويستمنستر الإيمانية وحدها بوصفها الأصل العقديّ الذي يطلب إلى الشيوخ المعلّمين الالتزام به، خلافًا للتعاليم القصرى والطولى التي قُبِل استعمالها للتعليم. اعتنقت كثير من الطوائف المشيخية، لا سيما في أمريكا الشمالية أصول ويستمنسر بوصفها أصول العقيدة الخاضعة للكتاب المقدس. هذه الوثائق كالفينية من حيث توجهها العقديّ. تحافظ الكنيسة المشيخية في كندا على عقيدة ويستمنستر الإيمانية في صيغتها الأصلية، وإن كانت تقرّ بوجوب أخذ الفترة الزمنية التي كتبت بها بعين الاعتبار عند قراءتها.
عقيدة ويستمنستر «هي الأصل الثانوي الأساسي لكنيسة اسكتلندا» ولكن «مع احترام حرية الرأي في القضايا التي لا تدخل في مجال الإيمان ولا تتناوله». تمثل هذه المعادلة سنين عديدة من الخلاف على المدى الذي تعكس به العقيدة كلمة الله (الكتاب المقدس) وصراع الضمير عند الذين آمنوا بها ولكن لم يؤمنوا بها كاملة (مثل ويليام روبرتسن سميث). ليس عند بعض الكنائس المشيخية ومنها كنيسة اسكتلندا الحرة هذا «الاستقلال في الرأي».
اعتنقت الكنيسة المشيخية في الولايات المتحدة الأمريكية «كتاب العقائد»، وهو ما يعكس إشراكها للعقائد المجددة الأخرى بالإضافة إلى أصول ويستمنستر. هذه الوثائق الأخرى تشمل الأحكام العقدية القديمة (عقيدة نيقية والعقيدة الرسولية)، والعقائد المجددة في القرن السادس عشر (عقيدة الاسكتلنديين، وتعاليم هيدلبرغ والعقيدة الهلفتيّة (السويسرية) الثانية) ووثائق القرن العشرين (بين بارمن اللاهوتي وعقيدة 1967 و«بيان موجز عن الإيمان»).
طوّرت الكنيسة المشيخية في كندا الوثيقة العقدية المسمّاة «الإيمان الحيّ»، وتحافظ عليها بوصفها أصلًا ثانويًا للطائفة. هي وثيقة عقدية في الصيغة، ولكنها مثل عقيدة ويستمنستر تنوّه بالنص الكتابيّ الأصلي في الكتاب المقدس.
أسس المشيخيون الإيرلنديون الذين رفضوا الكالفينية وعقائد ويستمنستر الكنيسة المشيخية غير الانتسابية بأيرلندا.